# Eulocastra demaculata
Eulocastra demaculata là một loài bướm đêm trong họ Noctuidae.